# Tavaux
Tavaux ist eine französische Gemeinde im Département Jura, Region Bourgogne-Franche-Comté mit einer Fläche von 1368 Hektar und 3926 Einwohnern (Stand 1. Januar 2022). Der Ort liegt am Canal du Rhône au Rhin 3 km südwestlich von Dole.

## Geschichte
Tavaux liegt an der alten Handelsstraße (heute Nationalstraße N 73), die von Besançon nach Chalon-sur-Saône führt und bereits von den Römern erstmals befestigt wurde. Reste gallo-römischer Häuser zeugen von einer Siedlung, die vermutlich im 4. Jahrhundert zerstört wurde.
Die Gemeinde unterteilt sich in das alte Dorf Tavaux-Village und die Siedlung Tavaux-Cité, einer Arbeitersiedlung beim Chemiewerk Solvay, die in den 1930er Jahren entstand. In den 1950er Jahren entstand zwischen diesen beiden Ortsteilen das Quartier „La Mulotte“.

## Bevölkerungsentwicklung
| Jahr                       | 1962 | 1968 | 1975 | 1982 | 1990 | 1999 | 2009 | 2017 |
| Einwohner                  | 4369 | 4905 | 4736 | 4417 | 4387 | 4274 | 4056 | 3918 |
| Quellen: Cassini und INSEE |      |      |      |      |      |      |      |      |

## Sehenswürdigkeiten
Es gibt zwei Sakralbauten: die Kirche Saint-Gervais-et-Saint Protais aus dem 19. Jahrhundert mit Wandgemälden von Gowenius und die 1938/39 erbaute Kirche Sainte-Anne in der Arbeitersiedlung „Tavaux-Cité“.

## Wirtschaft

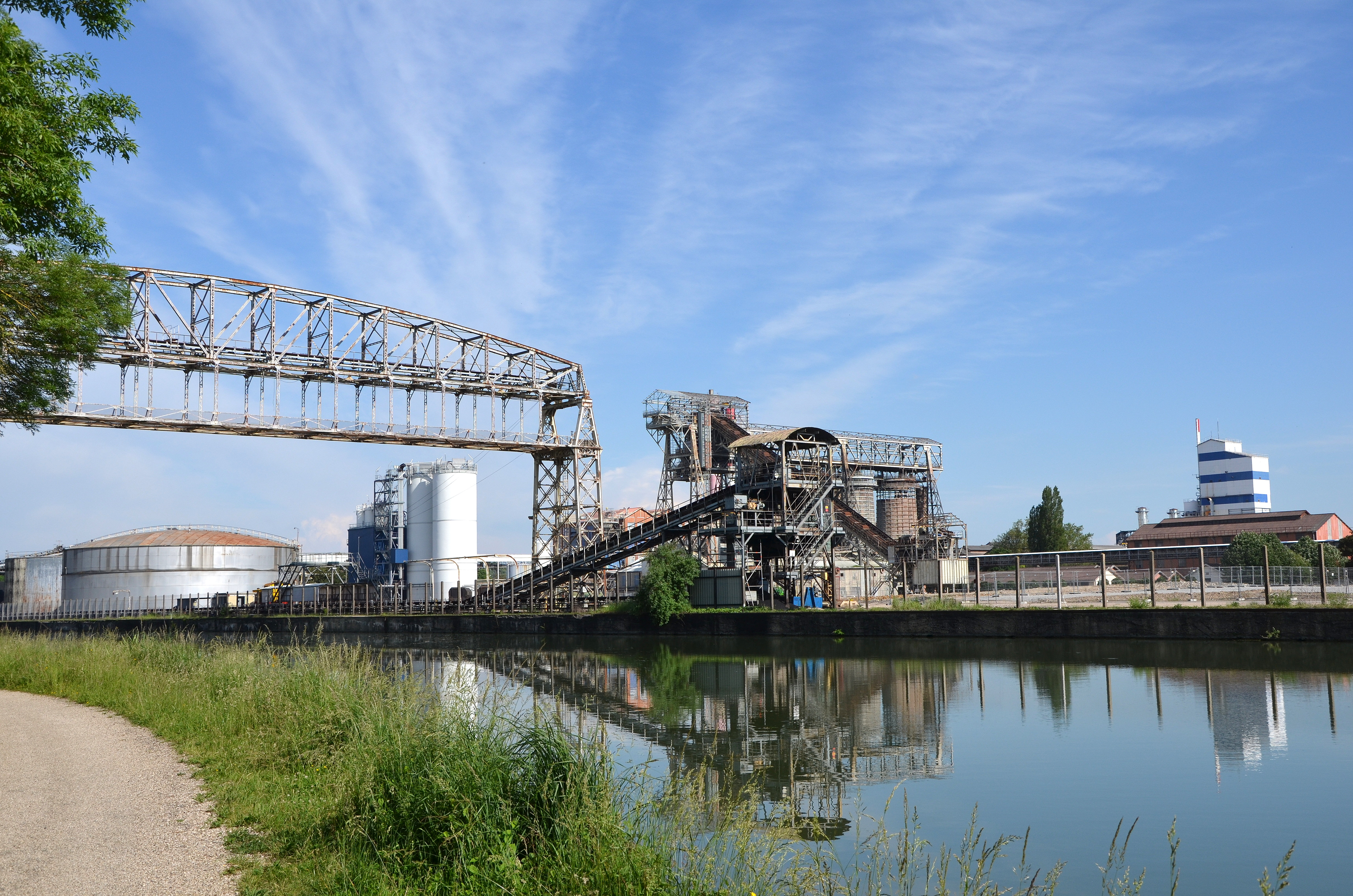
Solvay-Werk in Tavaux

Tavaux ist seit 1928 Standort eines großen Chemiewerkes des belgischen Solvay-Konzerns, das sich aus der Verarbeitung des Salzes der nahe gelegenen Saline von Arc-et-Senans und Salins-les-Bains zu Soda entwickelte. Heute stellt das Werk neben Soda viele anorganische und organische Basischemikalien sowie Spezialchemikalien der Fluorchemie, der Chlorchemie und Kunststoffe her.

## Verkehr
Am südöstlichen Rand des Ortes befindet sich der kleine Flughafen Dole-Jura (ehemals Aéroport de Dole-Tavaux).
Östlich verläuft die Autoroute A39 (Autoroute verte), die über die D 595 und die Anschlussstelle 5 (Dôle Centre) nach wenigen Kilometern erreicht werden kann.

## Gemeindepartnerschaft
Partnergemeinde von Tavaux ist die deutsche Gemeinde Friesenheim in Baden-Württemberg.